# Кочеткова, Галина Григорьевна
Галина Григорьевна Кочеткова (род 30 января 1939, г. Ташкент, Узбекская ССР, СССР) — белорусский архитектор.

## Биография
В 1962 году окончила архитектурное отделение строительного факультета Белорусского политехнического института (педагоги Г. В. Заборский, В. М. Волчак, Н. Е. Трахтенберг, Н. Н. Моклецова). Награждён дипломом 1-й степени Государственной академии наук и искусств БССР за разработку проекта Вычислительного центра Госбанка СССР в Могилёв.
В 1962—1965 годах работала архитектором, затем старшим архитектором в институте «Белпромпроект»; в 1965—1968 годах в Конструкторско-конструкторском бюро Министерства строительства БССР, конструктор 1-й категории, руководитель группы отдела технической эстетики; Монгольская Народная Республика, Чойбалсан (1969); главный архитектор проекта в проектной мастерской; в 1970 г. главный архитектор проекта института «Белкомунпроект», в 1971—1985 гг. института «Могилевграгражданпроект»; в 1985 — 1995 годах — художник, главный художник Могилевского комбината «Искусство» БСМ.
Член Союза архитекторов с 1965 г. (партбилет № 164). Живёт в Могилёве.

## Креативность

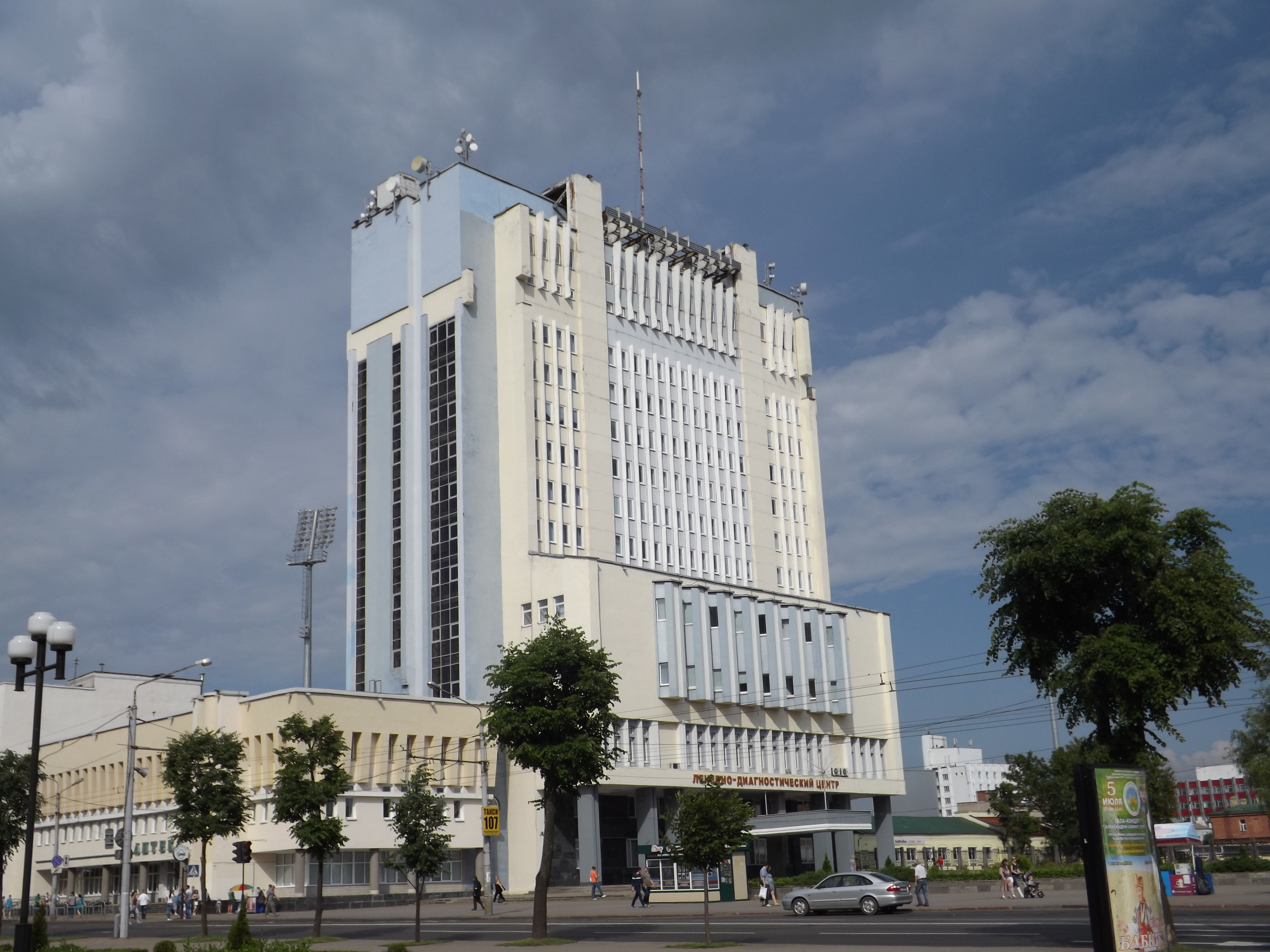
Вычислительный центр Госбанка СССР (ныне Лечебно-диагностический центр) в г. Могилев

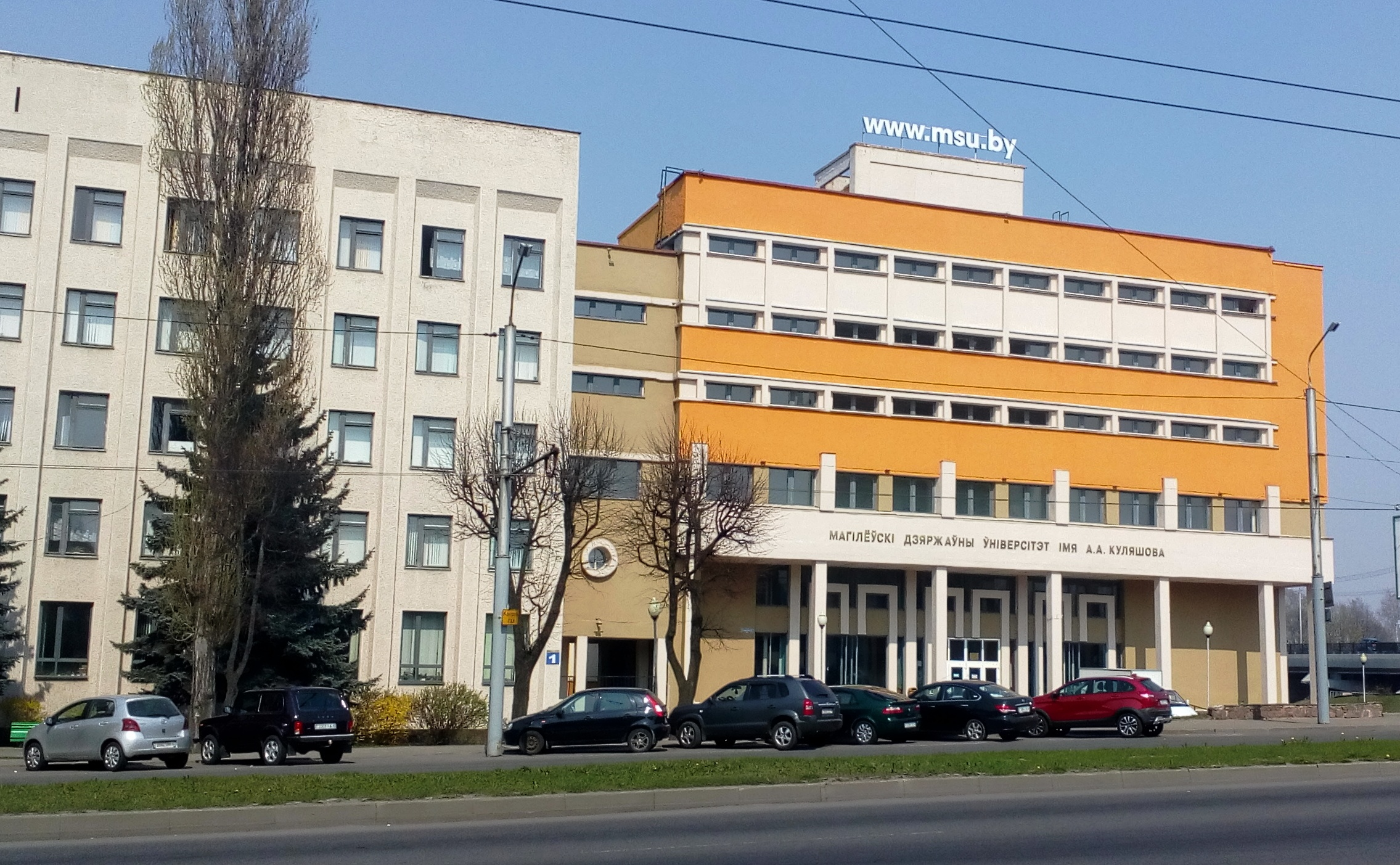
Здание Могилевского пединститута.

Автор проектов основных зданий и сооружений: вычислительного центра Госбанка СССР в г. Могилеве (1980 г.); лечебный корпус городской больницы в Могилеве (1975 г.); 72-квартирный жилой дом Юбилейный (1975); 70-квартирный жилой дом ул. Сурганова (1982); Педагогический институт ул. Космонавты (1984) — все в Могилеве; стоматологическая поликлиника в Кричеве (1977 г.); интерьеры Дома Совета ЦК КПСС ; интерьеры консерватории все в Могилеве.

## Семья
Была замужем за архитектором Константином Алексеевым [уточнить].